# Spiridion Brusina
Spiridion Brusina (Špiro), (Zadar, 11. prosinca 1845. – Zagreb, 21. svibnja 1908.), hrvatski zoolog.

## Životopis
Spiridion Brusina rođen je 11. prosinca 1845. godine u Zadru. Nakon završene gimnazije u rodnom gradu, odlazi na studij prirodnih znanosti u Beč. Po završetku studija, u jesen 1867., vraća se u Zadar i zapošljava na tri mjeseca kao suplent na zadarskoj gimnaziji. Za pristava (kustosa) Prirodopisnih odjela Narodnoga zemaljskog muzeja u Zagrebu primljen je 1. siječnja 1868. Upravitelj Zoološkoga muzeja postaje 1876. i na tom radnom mjestu ostaje do umirovljenja 1901. Uz posao u muzeju bio je prvi profesor zoologije na zagrebačkom Sveučilištu i predstojnik Zoologičko-zootomičkog zavoda. Dopisnim članom tadašnje Jugoslavenske akademije znanosti i umjetnosti (danas: HAZU) postao je 1870. Za redovnoga člana izabran je 1874. Bio je i dugogodišnji član ravnateljstva Hrvatskoga glazbenog zavoda, član Hrvatskog sokola i tajnik Hrvatskoga sokolskog saveza, član Lože "Hrvatska vila". Starješina je slobodne zidarske Lože "Hrvatska vila" od 1894. a od 1900. postaje njezin počasni starješina.

## Doprinosi znanosti
Tijekom svoje znanstvene karijere bavio se sustavnim izučavanjem živih i izumrlih mekušaca, ptica i sisavaca. U sklopu Narodnoga muzeja u Zagrebu sakupio je veliku zbirku hrvatskih kopnenih, slatkovodnih i morskih mekušaca. Prvi je opisao više od 600 neogenskih vrsta i podvrsta, oko 70 recentnih jadranskih i nekoliko desetaka recentnih kopnenih i slatkovodnih vrsta ili podvrsta. O pojedinim neogenskim rodovima otkrivenim u hrvatskim krajevima napisao je brojne monografije, a 1886. pokušao je prikazati cjelokupnu faunu mekušaca u Austro-Ugarskoj. Baveći se recentnim i fosilnim mekušcima, pronašao je mnogo novih taksona; prvi je organizirao ornitološka promatranja te je uz pomoć Milutina Barača uredio najbolju lokalnu ornitološku zbirku u Austro-Ugarskoj Monarhiji; poduzeo je naše prvo znanstveno istraživanje Jadranskog mora (1894.); promicao je Darwinove evolucionističke ideje u nas (dopisivao se s Darwinom, sačuvano je Darwinovo pismo iz 1869.); zalagao se za osnivanje znanstvenoga zavoda za istraživanje života u moru na Jadranskoj obali; zagovarao osnivanje zagrebačkoga zoološkoga vrta. Suosnivač Hrvatskog prirodoslovnog društva (1885.) i pokretač njegova znanstvenog časopisa Glasnik (danas Priroda). Njegovim dolaskom u Zoološki muzej započinje razvitak Zoološkog muzeja kao moderne prirodoznanstvene ustanove.  Utemeljio je i uredio mnoge muzejske zbirke, osobito malakološku i ornitološku,  stvorio vrijednu knjižnicu, čime je zagrebački Zoološki muzej već potkraj stoljeća postao jedan od najuglednijih u tom dijelu Europe.      
Ubraja se među rijetke stručnjake koji su već početkom druge pol. 19. stoljeća nazirali da u morskim dubinama ima života te isticali potrebu njegova proučavanja. Njegovi su članci objavljeni u međunarodnoj ediciji Les Fonds de la Mer. U Zadru je 1. srpnja 1868. počeo istraživati morsko dno u zadarskoj gradskoj luci pa se taj datum smatra rođendanom hrvatske biologije mora.

## Djela
Iz malakologije je objavio 60 rasprava; najvažnijom se smatra Građa za neogensku malakološku faunu Dalmacije, Hrvatske i Slavonije, 1897.
O pticama je objavio 20-ak znanstvenih rasprava, najvažnijom se smatra studija Ptice hrvatsko-srpske s obzirom na ostali slovenski jug, 1888.
Svoje je radove objavljivao i na njemačkome jeziku: Die Fauna der Congerienschichten von Agram in Kroatien, 1884. Die Neritodonta Dalmatiens und Slavoniens nebst allerlei malakologischen Bemerkungen. Jahrbücher der Deutschen Malakozoologischen Gesellschaft (Frankfurt am Main). 1884.; Über die Mollusken-Fauna Österreich-Ungarns. Mittheilungen des Naturwissenschaftlichen Vereines für Steiermark (Graz), 1886. i dr.     
Glavno djelo: Prirodopisne znanosti, osobito zoologičke, uopće i kod nas (1876.).
Njegova bogata rukopisna ostavština čuva se u Arhivu JAZU u Zagrebu.